# Жена, облечённая в солнце

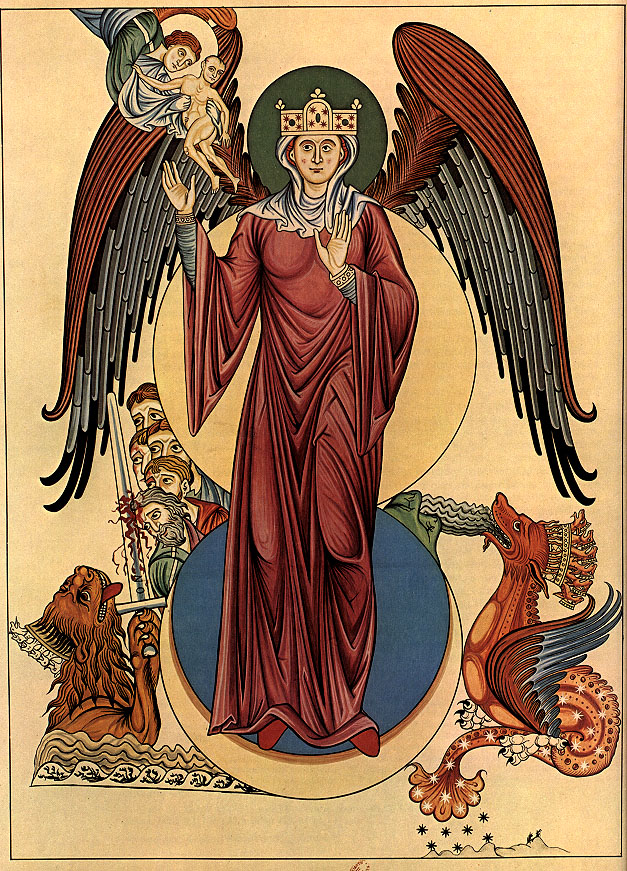
Жена, облечённая в солнце (миниатюра Геррады Ландсбергской, конец XII века) Слева от Жены изображена битва со зверем из моря, справа красный дракон извергает на неё водный поток, в небе над ней её младенец, восхищаемый к престолу Бога

Жена́, облечённая в со́лнце (др.-греч. γυνὴ περιβεβλημένη τὸν ἥλιον, лат. Mulier amicta sole, церк.-слав. Жена́ ѡблече́на въ со́лнце) — символический персонаж Откровения Иоанна Богослова (Отк. 12:1—17). Образ Жены имеет различные богословские толкования, среди которых доминирует понимание его как христианской церкви в период гонений.
Данный образ нашёл своё отражение в изобразительном искусстве, как в работах на сюжет Апокалипсиса, так и в отдельных иконографических сюжетах, связанных с Богородицей.

## Видение Иоанна Богослова

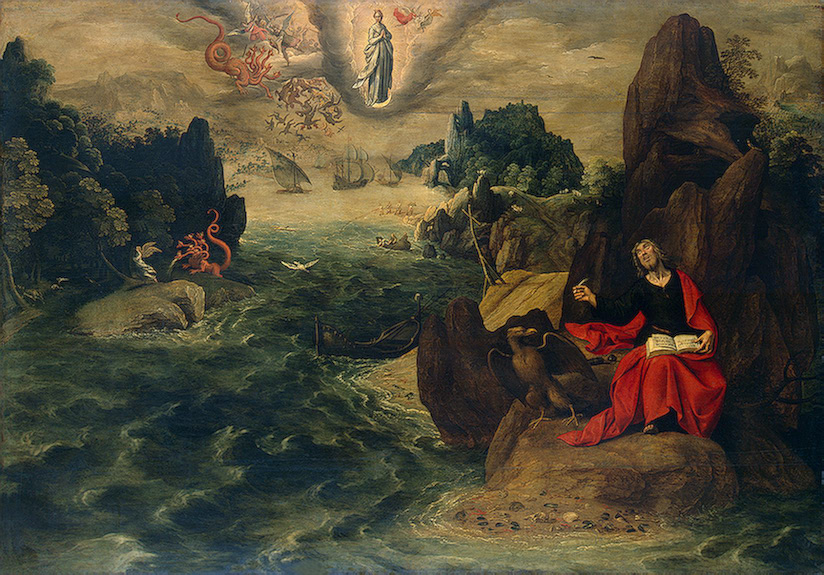
Видение Жены Иоанном Богословом (Тобиас Верхаехст, 1598 год)

Рассказ о Жене содержится в 12-й главе книги Откровения: 

…явилось на небе великое знамение: жена, облечённая в солнце; под ногами её луна, и на главе её венец из двенадцати звёзд. Она имела во чреве, и кричала от болей и мук рождения.
— Откр. 12:1—2
После появления Жены Иоанн увидел другое знамение — красного дракона с семью головами, увенчанными диадемами, и десятью рогами. Дракон своим хвостом «увлёк с неба третью часть звёзд и поверг их на землю», а затем стал перед Женой, ожидая когда она родит младенца, чтобы пожрать его.
Жена родила «младенца мужеского пола, которому надлежит пасти все народы жезлом железным; и восхищено было дитя её к Богу и престолу Его» (Откр. 12:5), а сама она, спасаясь от дракона, бежала в пустыню, где было её место, приготовленное Богом, и «питали её там тысячу двести шестьдесят дней». В это время на небе произошла битва дракона и архангела Михаила. Дракон пал и стал вновь преследовать Жену, которой были даны «два крыла большого орла, чтобы она летела в пустыню в своё место от лица змия и там питалась в продолжение времени, времён и полвремени». Преследуя её, дракон пустил вслед её водный поток, но земля поглотила его. Тогда 

рассвирепел дракон на жену, и пошёл, чтобы вступить в брань с прочими от семени её, сохраняющими заповеди Божии и имеющими свидетельство Иисуса Христа
— Откр. 12:17

## Богословские толкования

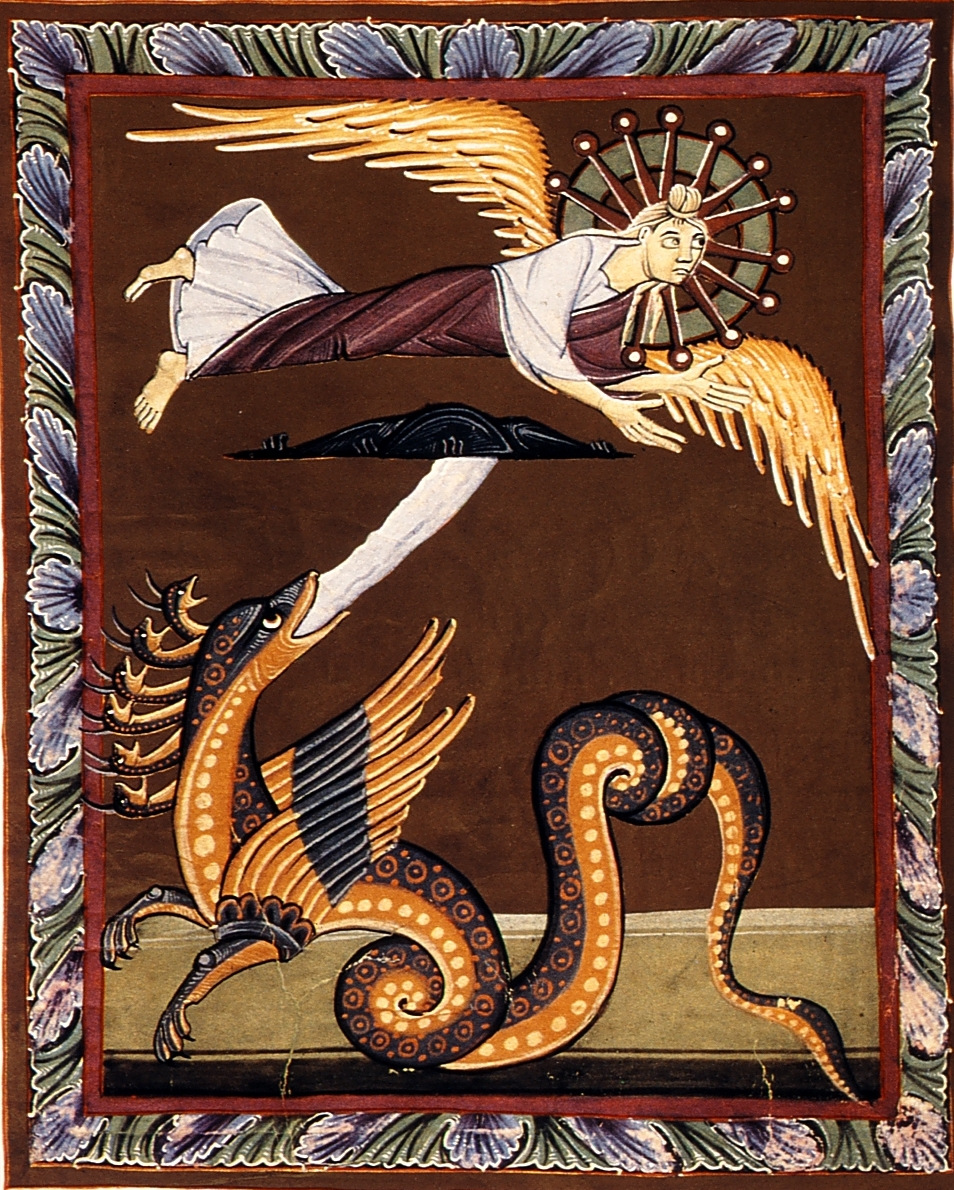
Жена убегает от дракона (миниатюра Бамбергского Апокалипсиса, XI век)

К толкованию образа Жены, облечённой в солнце, обращались немногочисленные богословы. Из них можно выделить раннехристианских авторов: Ипполит Римский (III век), Мефодий Патарский (IV век), Андрей Кесарийский (VI—VII века) и современных: Сергей Булгаков, Аверкий (Таушев), Александр (Милеант), Александр Мень. В их толкованиях образ апокалиптической жены получил две основные трактовки: христианская церковь и Богородица. При этом книга Откровения не используется в качестве богослужебного чтения (исключение составляет традиция Католической церкви использовать его в воскресных мессах в пасхальный период и ряде других служб). Это вызвано тем, что древняя традиция предписывает объяснение чтения Священного Писания за богослужением, а Апокалипсис имеет мало богословских толкований и труден для понимания.
У Александра Меня кроме богословского толкования есть мнение, что в ряде эпизодов рассказ Иоанна о явлении Жены повествует о событиях бегства христианской общины из Иерусалима через Иордан в иорданский город Пеллу.

### Церковь
Первым в образе Жены христианскую церковь увидел Ипполит Римский:
Под образом жены, облеченной в солнце, весьма ясно показывает Иоанн церковь, облеченную в Слово Отчее, сияющее паче солнца. Тем, что на главе ея венец от звезд двоюнадесяте, указывает на двенадцать апостолов, через коих основана церковь.— Ипполит Римский. «Слово о Христе и антихристе»
Данное толкование стало наиболее распространённым. В «Толковой Библии» под редакцией А. П. Лопухина указывается, что под женой большинством богословов понимается христианская церковь «на всём протяжении ея истории, от первых дней Апостолов и кончая временем господства антихриста».
Ряд богословов отмечает, что в сочинениях Иоанна Богослова слово «Жена или Госпожа означает Церковь. Второе послание Иоанна адресовано „избранной Госпоже“, и совершенно ясно, что в Кане Галилейской и у подножия Креста „Матерь Иисуса“ представляет собой общину верующих».

#### Символы Жены

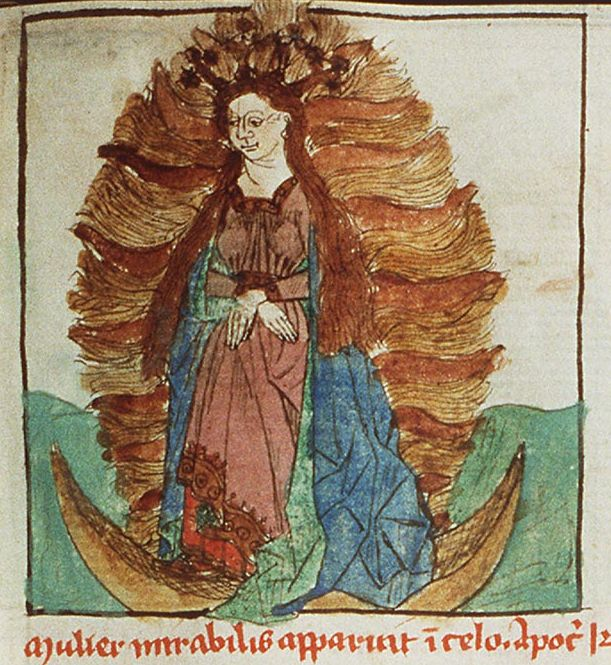
Жена, облечённая в солнце (Speculum humanae salvationis, 1450 год)

Андрей Кесарийский в своём толковании Апокалипсиса цитирует Мефодия Патарского, который даёт следующее толкование образов, связанных с Женой:
- Солнце, в которое одета Жена, символизирует свет Христа — «солнца правды», его истину и добродетель[7];
- Луна выступает образом таинства крещения — «под луною разумею веру банею очищаемых и освобождаемых от тления» (иногда этот образ понимается как человеческая мудрость[7]);
- Венец из звёзд выступает образом апостольских догматов и добродетелей.

Существуют трактовки солнца и луны, как символов церкви и царства: «солнце над головой жены символизирует власть священства, а луна под её ногами означает сияние царской власти». Но другие богословы особо отмечают, что в рассказе Иоанна на голове Жены находится не корона (символ власти), а венец, символизирующий славу. Современный богослов епископ Александр (Милеант) видит в солнечном сиянии «нравственное совершенство святых и благодатное озарение Церкви дарами Святого Духа», а в двенадцати звёздах «двенадцать племен Нового Израиля — то есть совокупность христианских народов». Звёзды также могут пониматься как общность людей «принявших и открывшихся действию Бога».
Русский богослов и философ Сергей Булгаков в своём опыте догматического истолкования книги Откровения пишет, что источник астрономических символов Жены нужно искать в вавилонских, персидских, греческих, египетских мифах. Он отмечает, что «солнце и луна, двенадцать звёзд, знаки Зодиака — эти атрибуты языческой богини», но они переводятся на язык христианского богословия и начинают символизировать «двенадцатерицу ветхого или нового Израиля, патриархов или апостолов».

#### Роды и младенец
Родовые муки Жены Андрей Кесарийский понимает как боль церкви о каждом её члене (у других богословов это муки и труды церкви, которые она испытывает при приобретении каждого нового члена — при обращении заблуждающихся, при раскаянии грешников: «Дети мои, для которых я снова в муках рождения, доколе не изобразится в вас Христос!» (Гал. 4:19)). В отношении же рождённого Женой младенца мужского пола он отмечает:

Мужеского пола сын — это чада церкви, неослабленныя похотями, чрез них крепкими, подобно железу, руками сильных Римлян пасёт народы Христос Бог. Будет пасти и по воскресении из мертвых, поставляя крепких в вере судиями над слабыми и немощными сосудами — язычниками, которые по неверию не вместили таинственного и нового вина.

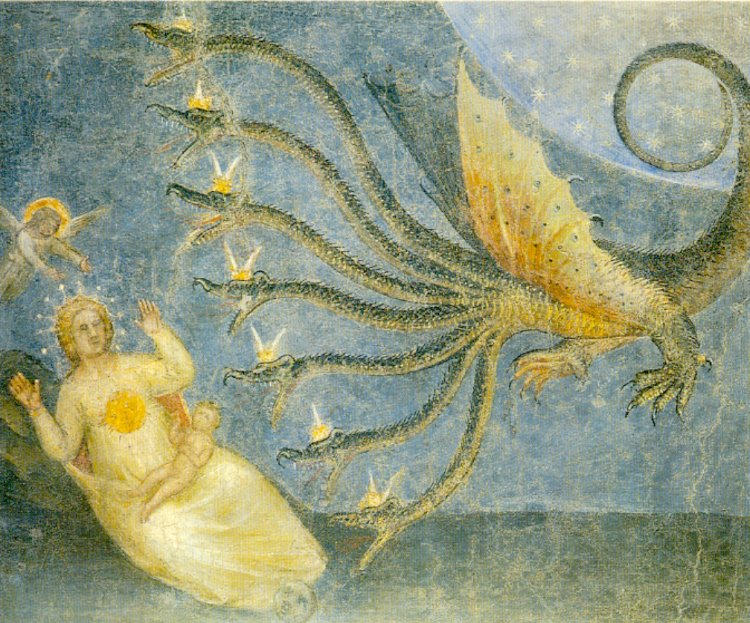
Дракон, готовый пожрать младенца, рождённого Женой (Джусто де Менабуои, XIV век)

Сергей Булгаков считает, что единственное число в отношении младенца выбрано иносказательно и его роды нельзя отождествлять с Рождеством Христовым. Такого же мнения придерживается Мефодий Патарский: «Не следует считать под вновь рождаемым Самого Христа, ибо за долго до откровения Иоаннова исполнилась тайна воплощения Божественного Слова». Причину этого он видит в том, что книга Иоанна Богослова посвящена событиям настоящего и будущего. В связи с этим под младенцем иногда понимают рождение Христа в сердцах верующих. Ряд богословов всё же называют первенца, рождённого Женой, Иисусом Христом, основываясь на словах «которому надлежало пасти все народы железным жезлом» (Откр. 12:5), которые повторяют строку из 2 псалма (Пс. 2:9), относимого к мессианским (то есть содержащим указание на пришествие Христа). В связи с этим восхищение младенца к престолу Бога воспринимают как образ Вознесения. Ипполит Римский, не называя младенца Жены Иисусом Христом, объясняет его восхищение к Богу тем, что «это есть небесный царь, а не земный, всегда ею [церковью] рождаемый, как и Давид провозглашает, говоря: «рече Господь Господеви моему: седи одесную мене, дондеже положу враги твоя подножие ног твоих» (Пс. 109:1)».
Толкуя слова Иоанна о том, что младенец был восхищен к Богу, Андрей Кесарийский пишет, что это образ того, как святые чтобы «не были побеждены угнетениями свыше сил» восхищаются «на облаках на воздух, и пребудут с Богом, и Его престолом».

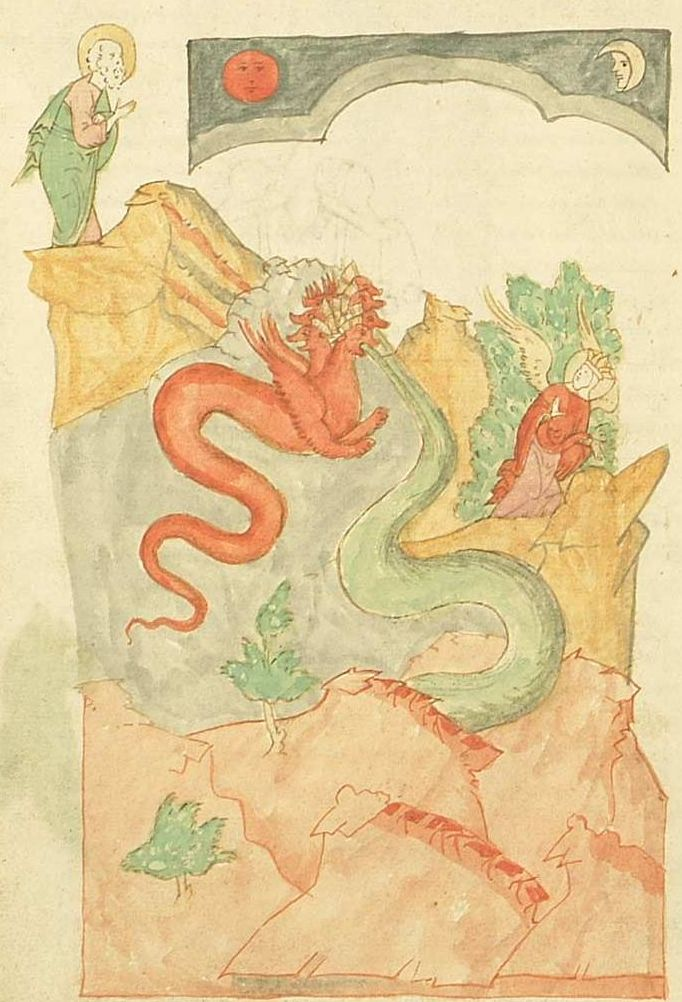
Жена скрывается от дракона в пустыне (миниатюра лицевого Апокалипсиса, XVI век)

#### Бегство в пустыню
Бегство Жены в пустыню понимается богословами как отречение от «гражданских доблестей, суеты и мирских удовольствий»:

Христианская Церковь есть небесное чадо; на земле она имеет только временное пребывание, и ея отечество — на небе. Однако же, она обречена жить на земле. Α так как земныя условия не соответствуют ея существу и не могут удовлетворить ея потребностей, то, естественно, она должна жить среди них как бы в пустыне: она должна искать себе небесной манны и чудесной воды.

Сергей Булгаков считает, что бегство в пустыню не означает, что Церковь в ней становится недоступной для гонений, которые напротив могут приобретать, по его мнению, широкие размеры. Он называет спасение Жены в пустыне чудом сохранения Богом своей церкви в условиях гонений: «Господь сокрывает от очей преследователей и сохраняет „святой остаток“, „семена“ Церкви, которые во благовремении нежданно дают всходы и плоды». Русский богослов, митрополит Филарет (Дроздов) считает пустыню не безлюдным местом «ибо Церковь сама есть многолюдство верующих», а воспринимает её как указание на «пустыню внутреннюю» то есть удаление от «мира» и приближение к Богу.
Период, который Жена пробудет в пустыне, назван Иоанном в тысячу двести шестьдесят дней (42 месяца, около 3,5 лет, см. Время, времена и полувремени). Александр (Милеант), отмечая, что числа в Апокалипсисе надо понимать иносказательно, возможным объяснением этого срока называет то, что 3,5 года длилось земное служение Христа, столько же продолжались гонения императоров Нерона и Домициана. У Андрея Кесарийского срок в 3,5 года понимается как время, которое верующие будут укрываться «в пустыне чувственной — горах, пропастях и пещерах».
Два орлиных крыла, которые дарует Бог Жене для бегства, получили различные интерпретации:

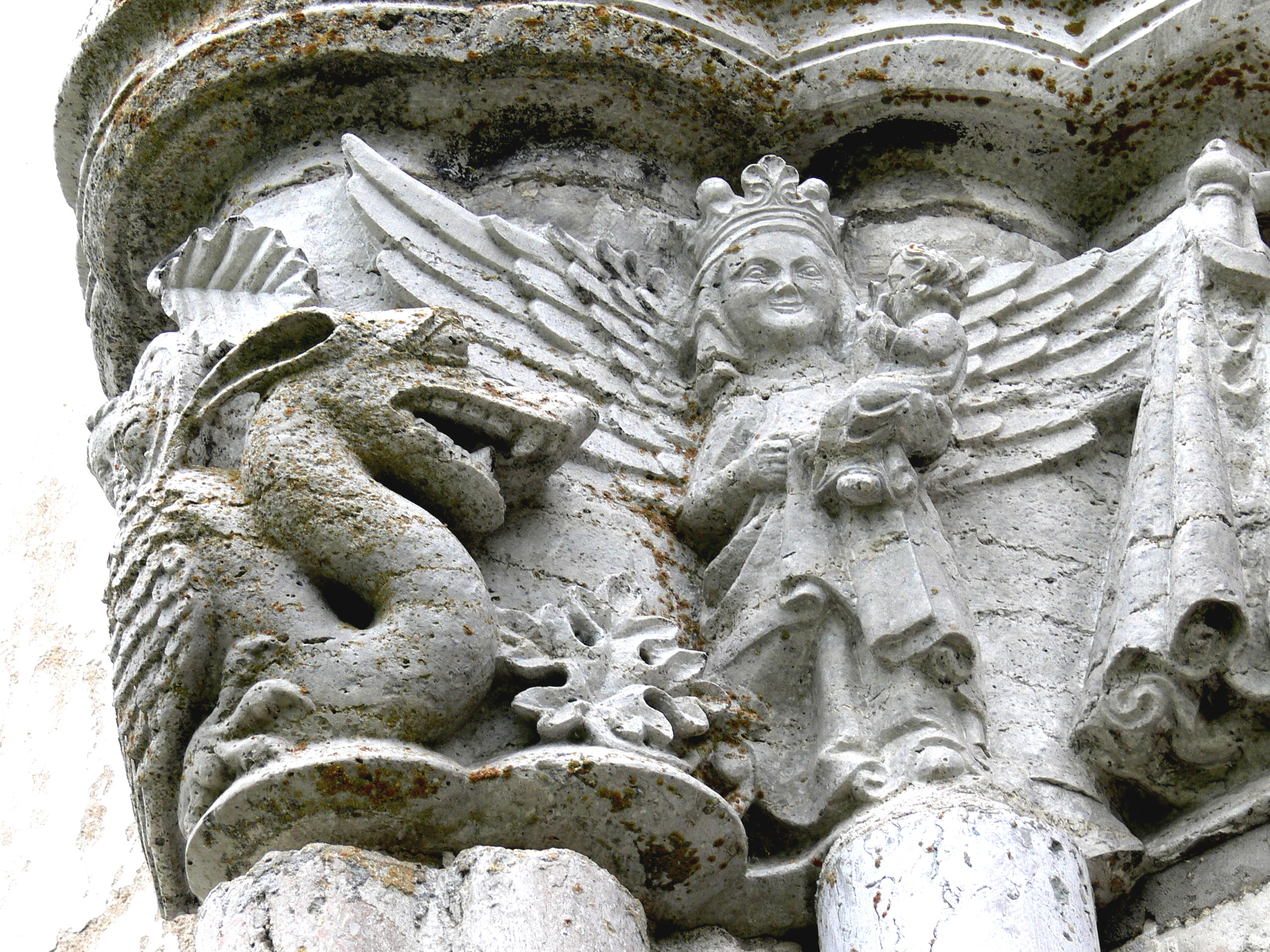
Жена и дракон (капитель кирхи Готланд-Хёрнсе, Швеция)

- «молитва и пост, которыми христиане одухотворяются и делаются недосягаемыми для дракона, ползающего по земле, как змей»[1];
- божественное всемогущество и благость, получаемые церковью, когда Бог в период гонений берёт её под свою опеку[4];
- руки распятого Иисуса Христа: «распростерши святые руки Свои на святом древе, развернул два крыла, правое и левое, призывая к себе всех верующих»[3];
- обновление, так как орёл в поверьях древних, когда меняет перья, то обновляется и поэтому может жить очень долго[2].

Бегство Жены сопровождается атакой дракона, который пустил её вслед воду, которую поглотила земля. По мнению Сергея Булгакова, эта аллегория является весьма сложной для толкования. Вода получила следующие трактования: язычество, войско, лесть, хитрость, искушения; земля: энергия самой Церкви, предначертанный ей Богом путь. У Андрея Кесарийского дана следующая трактовка этого нападения: «выйдет во след её вода наподобие реки; иначе: выйдет множество или злых демонов, или различных искушений. — Земля же, говорится, помогала ей, удерживая стремление лукавых или дальностью расстояния, или безводием и засухою, или смиренномудрием святых, которые, говоря от сердца: „аз есмь земля и пепел“ (Быт. 18:27), тем самым расторгают все диавольския сети».

### Богородица

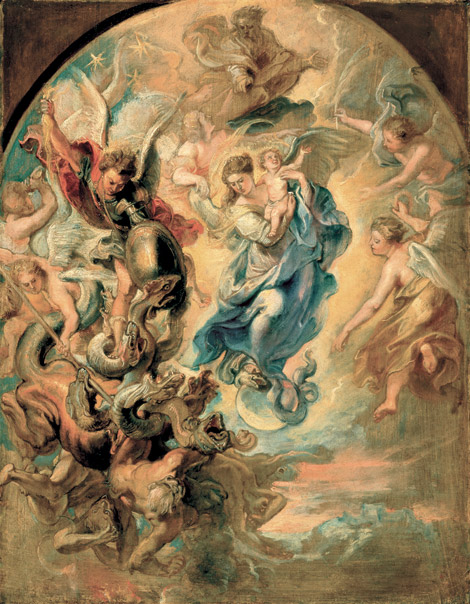
Дева в образе Жены Апокалипсиса (Рубенс, 1623—1624 годы)

О существовании трактовок образа Жены как указания на Богородицу сообщает уже в VI веке Андрей Кесарийский, хотя следом он опровергает такое толкование. Основным указанием на Богородицу богословы видят рождение Женою «младенца мужеского пола, которому надлежит пасти все народы» (Отк. 12:5), который понимается, в связи с почти буквальным совпадением со стихом мессианского второго псалма (Пс. 2:9), как Христос.
Данное толкование является распространённым в современной Католической церкви, его придерживались папы Пий X, Пий XII (приводит данный образ в булле «Munificentissimus Deus», устанавливающей догмат о Вознесении Девы Марии), Павел VI и Иоанн Павел II. Папа Бенедикт XVI в своём выступлении, посвящённом книге Откровения, подчеркнул, что образ Жены относится к Марии, но в то же время ко всей церкви, которая участвует в триумфе над злом. Католическая энциклопедия сообщает, что хотя ряд высказываний книги Откровения относятся скорее к христианской церкви, но они применимы к Деве Марии вследствие её особой значимости для христианства.
При такой трактовке рассказ апостола Иоанна о Жене становится описанием евангельских событий:
- роды Жены — Рождество Христово;
- дракон, пытающийся поглотить сына Жены, выступает образом царя Ирода, организовавшего избиение младенцев, и иудейских первосвященников и старейшин, искавших повода предать Иисуса смерти;
- восхищение младенца к Богу — Вознесение Христово.

Особую трактовку получили 42 месяца пребывания Жены в пустыне — символ гонения христиан при императоре Нероне, когда, по словам Амвросия Медиоланского, жизнь Марии была примером для всех.
Один из ведущих католических богословов кардинал Джон Ньюман (XIX век) писал, что данная трактовка является спорной по причине отсутствия её поддержки в сочинениях Отцов Церкви. Также он считал анахронизмом относить данный образ Девы Марии к апостольскому периоду:

Христиане никогда не обращались к Писанию для доказательства своей доктрины, пока к этому их под давлением разногласий не принуждала особая нужда. Если в те времена достоинство Богородицы не вызывало доктринальных возражений, то мнением Писания в части спорных вопросов предпочитали не интересоваться.
Оригинальный текст (англ.)Christians have never gone to Scripture for proof of their doctrines, till there was actual need, from the pressure of controversy; if in those times the Blessed Virgin's dignity was unchallenged on all hands, as a matter of doctrine, Scripture, as far as its argumentative matter was concerned, was likely to remain a sealed book to them.

### Прочие толкования
К менее распространённым толкованиям образы Жены относятся:
- Ева

Трактовка основана на сопоставлении рассказа о том, что дракон вступил в брань с семенем Жены (Откр. 12:17) и рассказом о грехопадении прародителей, когда Бог, обращаясь к змею-искусителю сказал: «вражду положу между тобою и между женою, и между семенем твоим и между семенем её; оно будет поражать тебя в голову, а ты будешь жалить его в пяту» (Быт. 3:15). Мнение о том, что змей-искуситель тождественен дракону, преследовавшему Жену, богословы находят в рассказе о падении дракона, где он назван древнем змием, сатаной и дьяволом (Откр. 12:9).
- Израиль

Данное толкование основано на символах жены (солнце, луна, звёзды), которые также упоминаются во сне Иосифа Прекрасного (Быт. 37:9). Эти образы из сна Иосифа у богословов понимаются, в соответствие со словами его отца Иакова (Быт. 37:10), как потомство самого Иакова, то есть двенадцать колен Израиля.
- Анна Ли

Основательница религиозного движения шейкеров Матушка Анна Ли (1736—1784), по свидетельствам последователей, являлась «женой, облечённой в солнце» и получила откровение об этом в 1770-х годах.

## Изобразительное искусство
Изображение Жены, облечённой в солнце, является традиционным сюжетом средневековых миниатюр иллюминированных Апокалипсисов. В них изображаются как отдельные сцены, описанные апостолом Иоанном (явление Жены; дракон, пытающийся пожрать её младенца; бегство Жены), так и сложные композиции с изображением одновременно нескольких сцен. Гравюры на данный сюжет для своих циклов иллюстраций Библии создали Альбрехт Дюрер и Густав Доре.
В классической живописи традиционным является сцена явления Жены Иоанну Богослову. Работы с таким сюжетом создали Ханс Мемлинг, Иероним Босх, Мартин Жаффнер, Эль Греко, Диего Веласкес и другие. В них образ Жены не занимает центральное место, она изображается небольшой фигурой в небесах, как видение апостола. Наиболее известной картиной на данный сюжет является полотно Рубенса «Дева в образе Жены Апокалипсиса» (англ. The Virgin as the Woman of the Apocalypse, 1623—1624). На нём в центре помещена Дева Мария с младенцем Иисусом на руках, слева от неё архангел Михаил с ангелами побивает сатану в образе красного дракона; в облаках полуфигура Бога Отца, который направляет к Марии ангелов, которые подают ей орлиные крылья.
Поскольку для западной церкви была характерна трактовка образа Жены как Богородицы, то появился её отдельный иконографический тип, где Дева Мария в короне помещена в лучезарную солнечную мандорлу, на её руках младенец Иисус, а под ногами серп луны. Особо это проявилось в немецком искусстве, где к XV веку возник тип «Сияющих Мадонн» (нем. Strahlende Madonnen). В большинстве своём это были скульптурные изображения, которые помещали на люстрах, висящих над алтарём. Также изображения Жены стали воспроизводиться в гравюрах, миниатюрах и на витражных стеклах. Из Германии данный иконографический тип получил широкое распространение в польском искусстве, а откуда в XVII веке через Украину, Беларусь и Литву появился и в России (о примерах таких изображений в русской иконописи см. ниже).
Луна под ногами Жены вошла в иконографический тип «Иммакулата» (лат. Immaculata — «непорочная») — аллегорическое изображение Непорочного зачатия Девы Марии, в котором Мадонна изображается парящей в небесах на полумесяце. Одной из наиболее известных западных икон такого типа является Дева Мария Гваделупская. Как полагают современные исследователи, широкое почитание этого образа в Мексике связано с древними представлениями о богине Коатликуэ, атрибутами которой также были звёзды и луна.

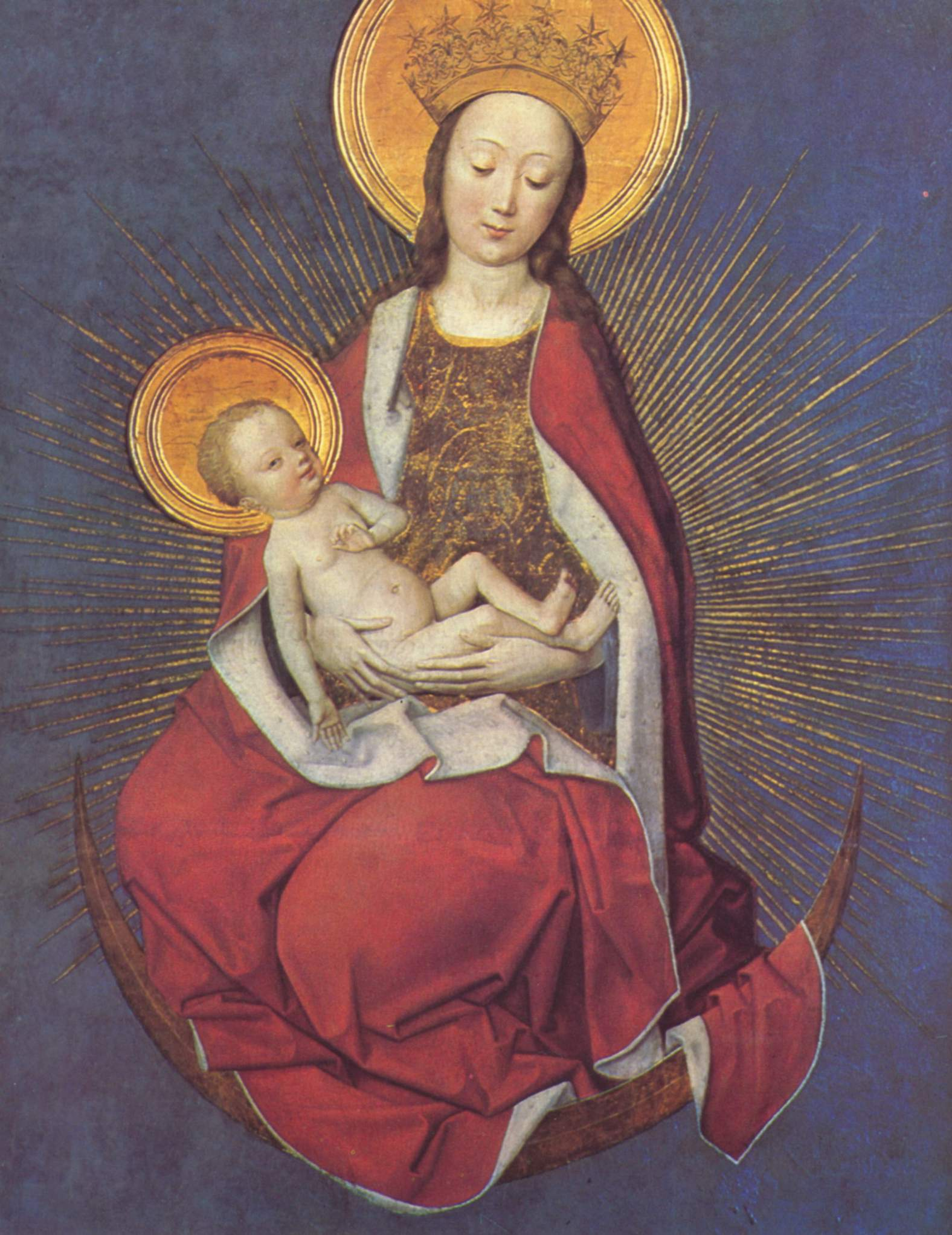
Сияющая Мадонна (Мастер жития Марии, 1460—1480 годы)
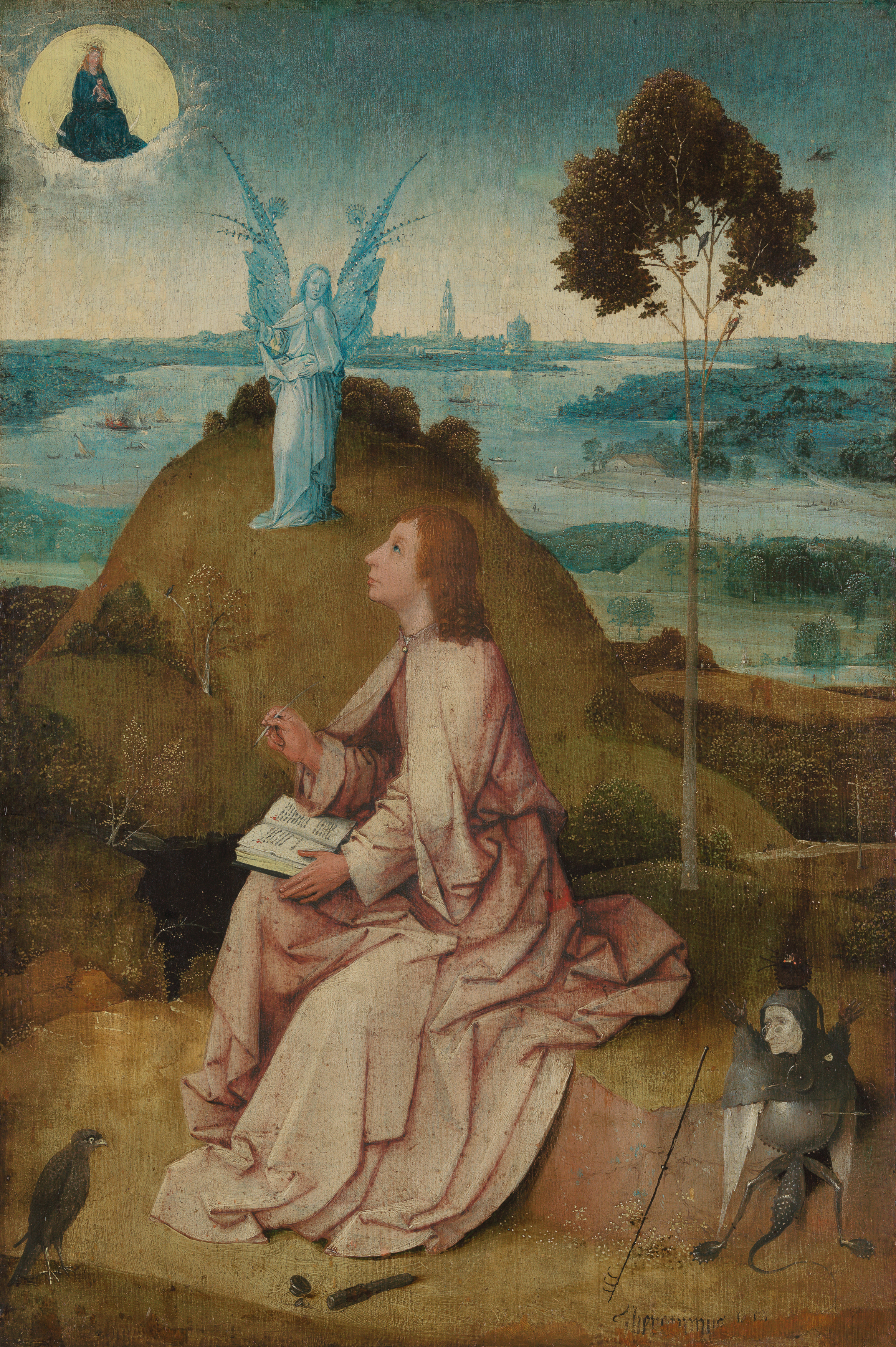
Иоанн Богослов на Патмосе (Иероним Босх, 1504—1505 годы)
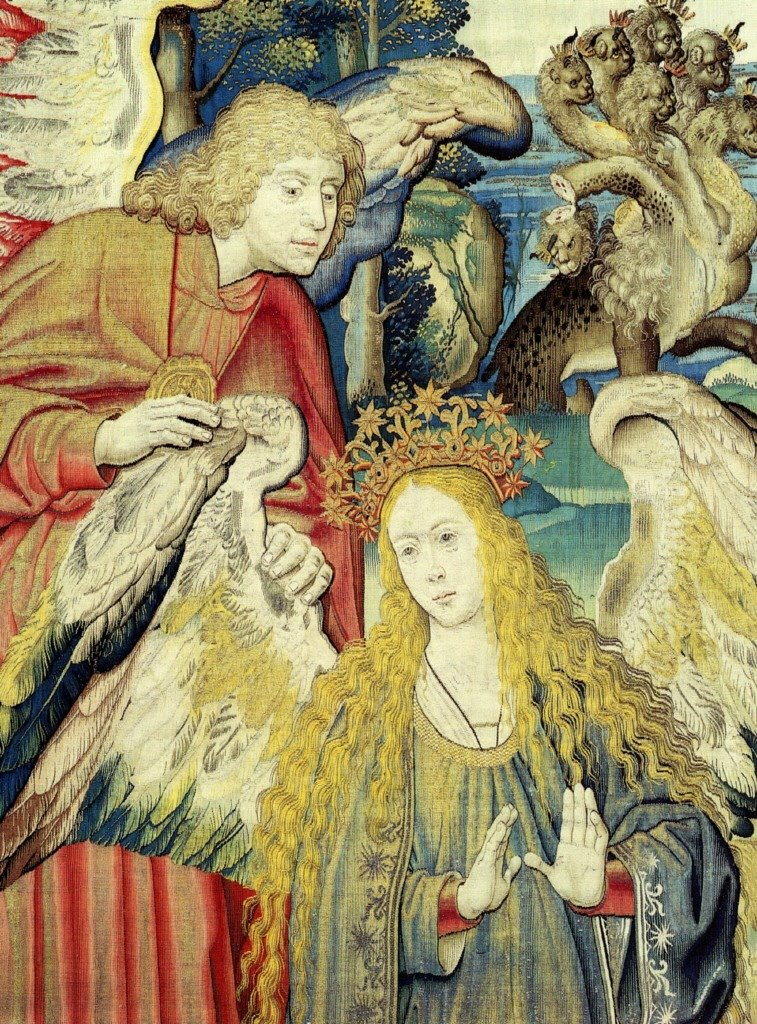
Иоанн Богослов и Жена, облечённая в солнце (Виллиам де Паннемекер, середина XVI века)
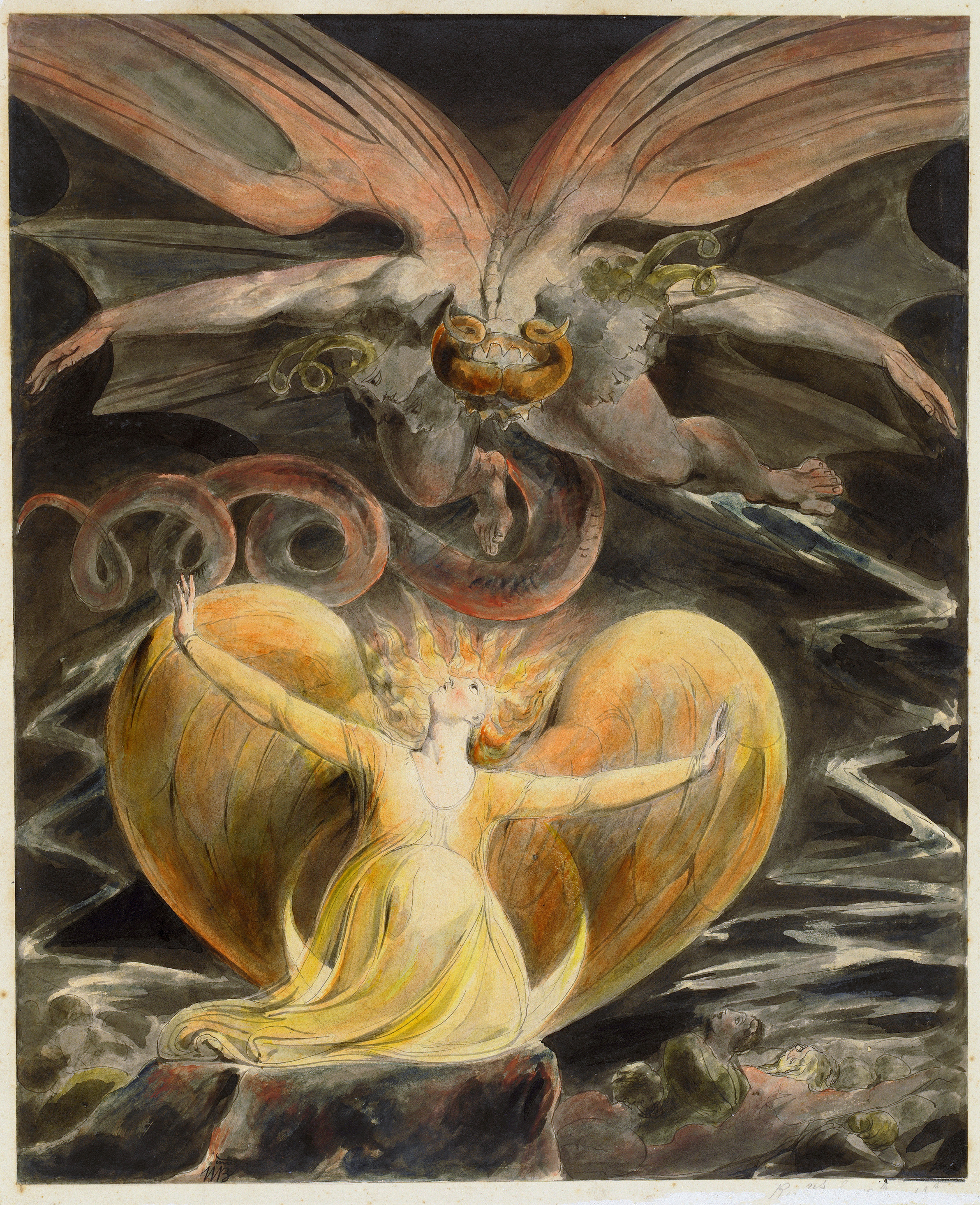
Великий Красный Дракон и Жена, облачённая в Солнце[англ.] (Уильям Блэйк, 1805—1810 годы)
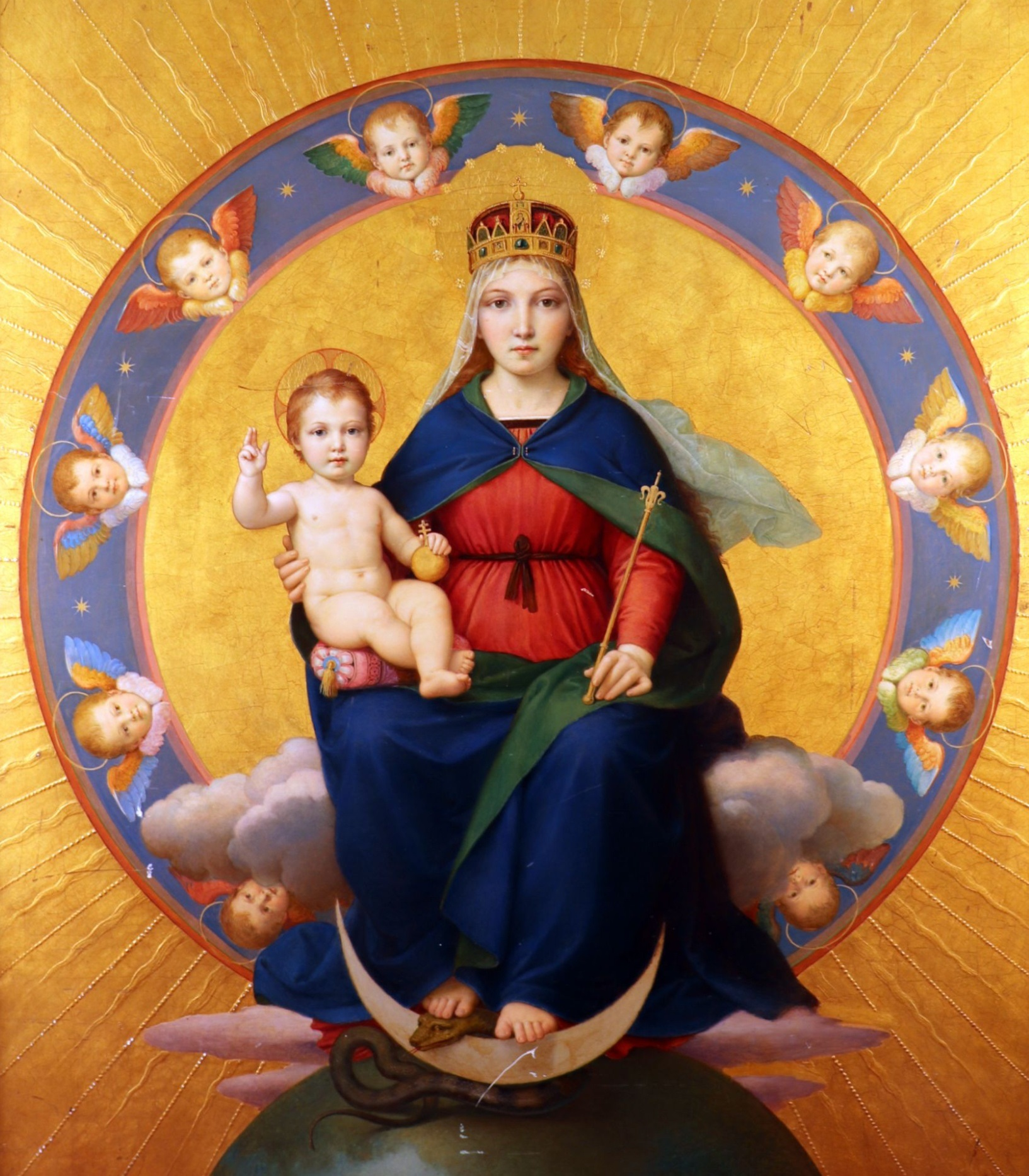
Жена, облечённая в солнце с короной святого Стефана (Ференс Солдатиц[нем.]), XIX век.
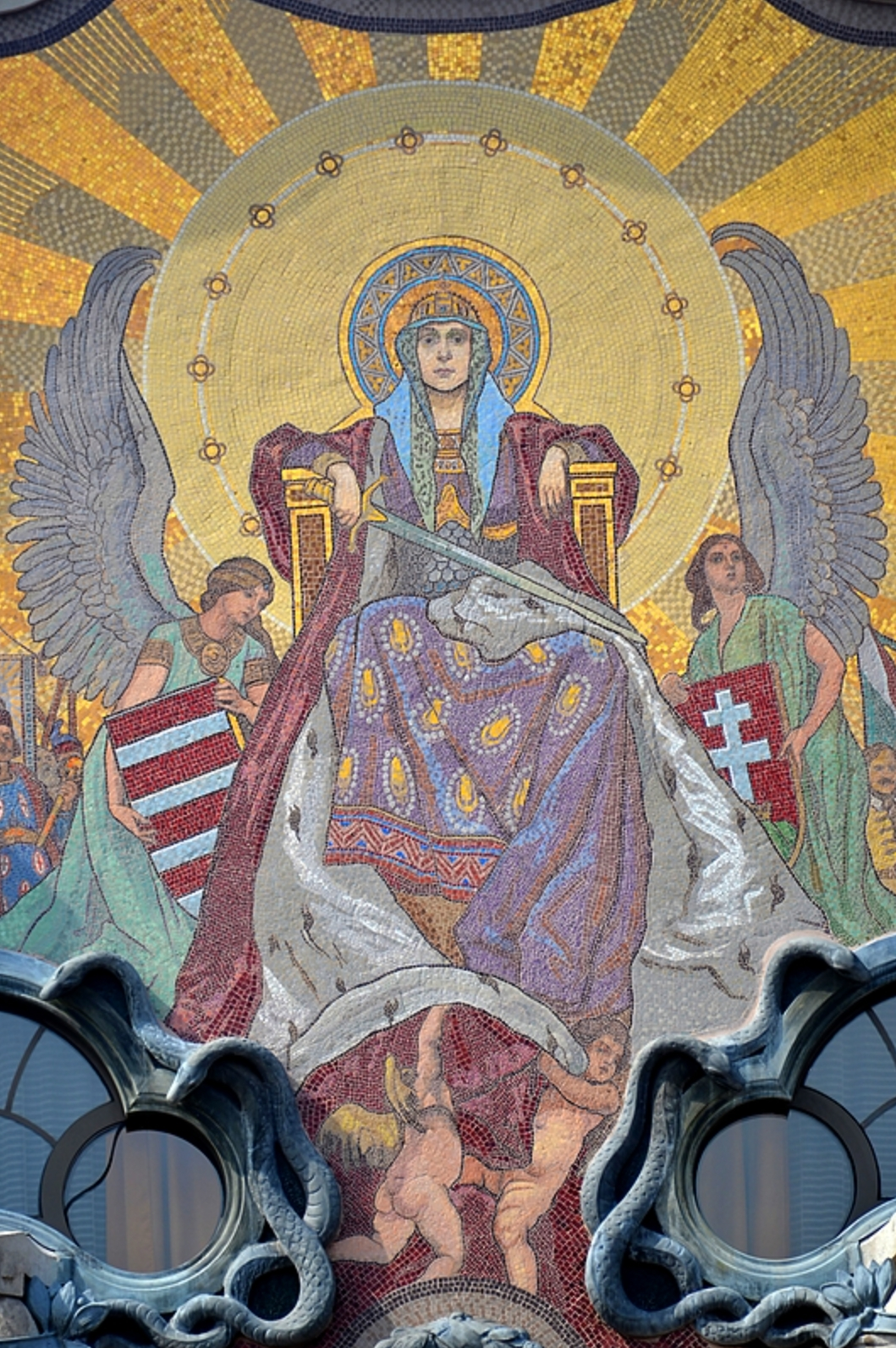
Patrona Hungariae на мозаике Miksa Róth в Будапеште, Венгрия.

### Иконопись

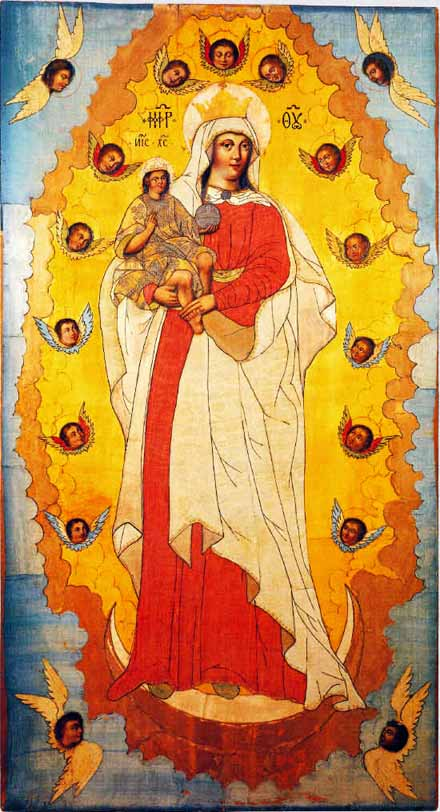
«Благодатное Небо» (Василий Познанский, 1682 год)

В иконописи изображения Жены встречаются редко, несмотря на то, что в «Ерминии» Дионисия Фурноаграфиота (начало XVIII века) содержится указание по написанию данного образа, который, согласно данного руководства, следует помещать на стенах паперти:

Всесвятая стоит на облаках в пурпуровой одежде с ангельскими крыльями. Вокруг венца Её блестят двенадцать звёзд; а сама Она от головы до ног окружена солнечными лучами. Подножием Ей служит луна. Пред Нею виден красный дракон с семью головами, с семью венцами и десятью рогами. Он из уст своих испускает воду как реку, которую поглощает разверзшаяся земля. За хвостом его видно множество звёзд. Над Всесвятою два ангела держат на пелене Христа, яко младенца. Они окружены облаками.

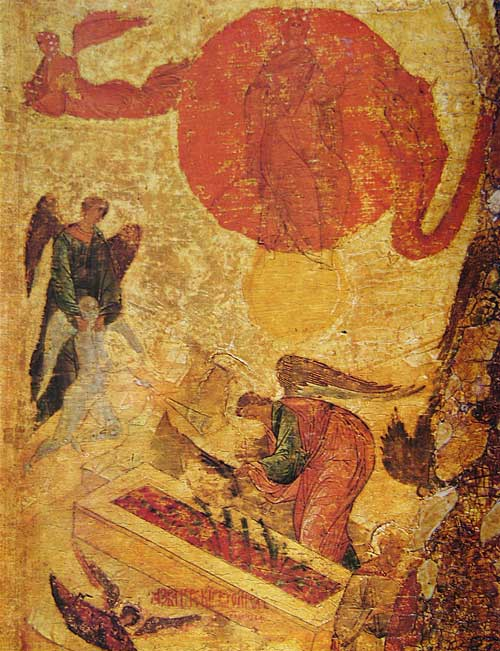
Жена, облачённая в солнце, и ангел, пожинающий гроздья гнева (деталь иконы «Апокалипсис», ок. 1500 года)

Дионисий Фурноаграфиот в своём руководстве указывает на трактовку образа Жены как Богородицы.
К наиболее известным иконописным произведениям, содержащим образ Жены, относятся:
- икона «Апокалипсис» Успенского собора Московского Кремля, созданная в конце XV века. На ней Жене, как и другим персонажам, иконописец предал античные черты, что сближает данную икону с работами итальянских художников XV века. Жена представлена в нескольких сценах, особо выделяется изображение её бегства от дракона: «могучая фигура как бы парит в воздухе… Складки её одежды не измельчены, не беспокойны, сквозь них, как в греческой классике, угадывается тело, они не разбивают общего силуэта. Можно подумать, что средствами живописи передано очарование греческого мрамора»[30];
- фресковый цикл на сюжет Апокалипсиса в притворе Троицкого собора Данилова монастыря (Переславль-Залесский), созданный в XVII веке (фреска со сценами явления Жены и преследования её драконом)[31].

Под влиянием западной иконографии в XVII веке в русском искусстве появились иконы Богородицы в образе Жены, облечённой в солнце. К примерам таких икон относятся почитавшиеся чудотворными Виленская икона, «Всех Скорбящих Радость» и «Благодатное Небо» (создана иконописцами Оружейной палаты в 1678—1680 годах по имевшемуся у них западному образцу, привезённому в Москву в конце XIV века великой княгиней Софией Витовтовной), находившиеся в Архангельском соборе Московского Кремля. В 1682 году в той же иконографии мастер Василий Познанский написал икону-аппликацию для церкви Распятия Теремного дворца Кремля.

## «Москва — третий Рим»
История бегства Жены, облечённой в солнце, от дракона была использована старцем Псковского Елизарова монастыря Филофеем в его письмах к великому князю Василию III в качестве одного из обоснований концепции перехода к Русскому государству преемства от Римской и Византийской империй. Обращаясь к традиционному пониманию этого образа как Христианской церкви, Филофей писал:
И паки въ третий Римъ бѣжа, иже есть в новую Великую Русию, се есть пустыня, понеже святыа вѣры пусти бѣша и иже божествении апостоли в них [не] проповѣдаша, но послѣди всѣх просвѣтися на них благодать Божиа спасителнаа его же познати истиннаго Бога. И едина нынѣ святаа съборнаа апостольскаа Церковь въсточная паче солнца въ всей поднебеснѣи свѣтится, и единъ православный великий рускии царь въ всей поднебесной, яко же Нои в ковчезѣ спсеныи от потопа, правя и окормляа Христову Церковь и утвержаа православную вѣру.
Данная трактовка этого апокалиптического образа является собственной интерпретацией Филофея, и в его посланиях можно проследить работу по её раскрытию.

## Интерпретация Николая Морозова
В рамках астрономической интерпретации книги Откровения, сделанной Н. А. Морозовым, рассказ Иоанна содержит в себе описание положения различных созвездий над островом Патмос во время бури 30 сентября 395 года. Морозов в своём сочинении «Откровение в грозе и буре. История возникновения Апокалипсиса» (1907 год) дал следующую интерпретацию образа Жены и связанных с ней событий:
- Жена — созвездие Девы, венец на её голове — созвездие Волосы Вероники, беременность — туча, частично закрывшая созвездие;
- красный дракон — созвездие Змея;
- младенец, рождённый Женой — созвездие Геркулеса;
- бегство Жены в пустыню на 1260 дней — невидимость созвездия Девы до 13 марта 399 года.

Данная датировка не поддерживается наукой как противоречащая фактам упоминаний о сочинении Иоанна в трудах раннехристианских авторов уже во II веке, и астрономически весьма неточная, но активно используется авторами «новой хронологии».

## В культуре
Литература

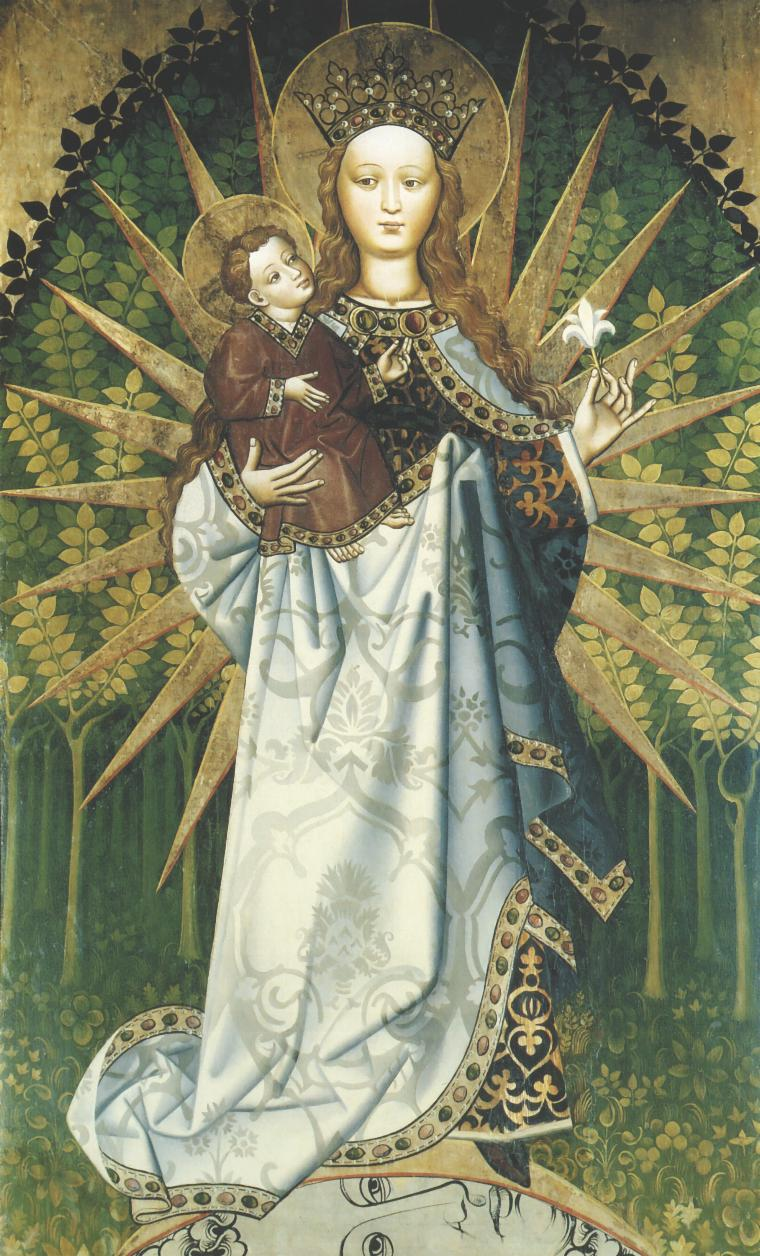
Мадонна, одетая в солнце (польский мастер, середина XV века)

- Образ Жены, облечённой в солнце, у поэта и философа Владимира Соловьёва стал персонификацией добра и красоты:

Жена, облечённая в солнце, уже мучается родами: она должна явить истину, родить слово, и вот древний змий собирает против нас свои последние силы и хочет затопить её в ядовитых потоках лжи, правдоподобных обманов. Всё это предсказано, и предсказан конец: в конце Вечная красота будет плодотворна, и из неё выйдет спасение мира, когда её обманчивые подобия исчезнут, как та морская пена, что родила простонародную Афродиту.

Под его влиянием Александр Блок в своём первом стихотворном сборнике «Стихи о прекрасной даме» (1904) дал этому образу развёрнутое воплощение. Данный образ был популярен и у других поэтов Серебряного века, так Андрей Белый, по воспоминаниям Ивана Бунина, «употребляя для каждого слова большую букву, называл Брюсова в своих писаниях „Тайным Рыцарем Жены, Облечённой в Солнце“». Дмитрий Мережковский во второй части своей трилогии «Христос и Антихрист», описывая впечатление каменщика от собора пишет:

Порой снизу чудились отзвуки органа, как бы молитвенные вздохи из внутренности храма, из глубины его каменного сердца — и тогда казалось, что всё великое здание живёт, дышит, растёт и возносится к небу, как вечная хвала Марии Рождающейся, как радостный гимн всех веков и народов Деве Пречистой, Жене, облечённой в солнце.

- Умберто Эко. «Имя розы» (1980): герою во время посещения книгохранилища монастыря на северо-западе Италии «явилась жена одетая в свет, которая приблизила рот к моему рту и стала дышать в лицо. Я оттолкнул её обеими руками, но руки как будто уперлись в книжный шкап, и тут же книги начали разрастаться до необычайной величины. Я уже не понимал, где я, кто я, где земля, где небо».

Кинематограф
- «Красный дракон» (триллер, 2002): серийный убийца показывает журналисту Фредди Лаундсу свою татуировку на спине — рисунок Уильяма Блейка «Великий Красный Дракон и Жена, облачённая в Солнце».

Вексиллология
- На флаге Европейского союза изображены 12 звёзд, которые автор флага заимствовал от описания Жены, облечённой в солнце[43].